# Anguispira picta
Anguispira picta е вид коремоного от семейство Discidae.

## Разпространение
Видът е разпространен в САЩ.